# 阮子南
阮子南（？—？）籍贯不详，中华民国政治人物。

## 生平
阮子南原来曾任紅卍字會幹事。1937年9月4日，日本人扶植的察南自治政府在张家口成立，于品卿、杜运宇、阮子南、白奎祥（白聚五）、緣智、韓運、鄭仁齋、韓玉峯担任政务委员。经过政务委员选举，选出于品卿、杜运宇担任最高委员。